# Franciaország a 2010. évi téli olimpiai játékokon

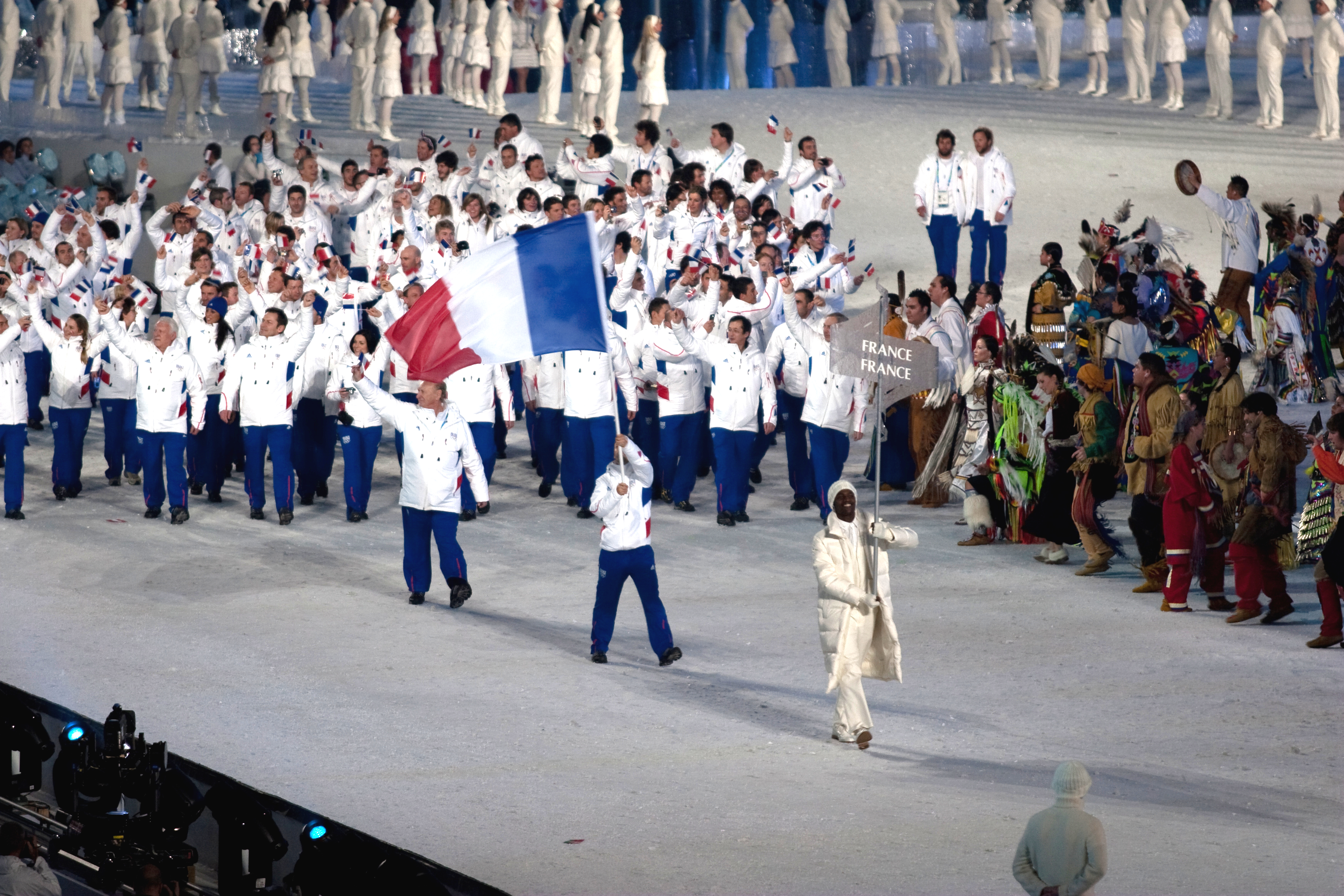
Franciaország olimpiai küldöttsége a megnyitón

Franciaország a kanadai Vancouverben megrendezett 2010. évi téli olimpiai játékok egyik részt vevő nemzete volt. Az országot az olimpián 13 sportágban 104 sportoló képviselte, akik összesen 11 érmet szereztek.

## Érmesek
| Érem  | Versenyző                                                     | Sportág          | Versenyszám                 |
| ----- | ------------------------------------------------------------- | ---------------- | --------------------------- |
| Arany | Vincent Jay                                                   | Biatlon          | Férfi 10 km sprint          |
| Arany | Jason Lamy-Chappuis                                           | Északi összetett | Normálsánc + 10 km          |
| Ezüst | Martin Fourcade                                               | Biatlon          | Férfi 15 km tömegrajtos     |
| Ezüst | Marie-Laure Brunet Sylvie Becaert Marie Dorin Sandrine Bailly | Biatlon          | Női 4 × 6 km váltó          |
| Ezüst | Déborah Anthonioz                                             | Snowboard        | Női snowboard cross         |
| Bronz | Vincent Jay                                                   | Biatlon          | Férfi 12,5 km üldözőverseny |
| Bronz | Marie Dorin                                                   | Biatlon          | Női 7,5 km sprint           |
| Bronz | Marie-Laure Brunet                                            | Biatlon          | Női 10 km üldözőverseny     |
| Bronz | Marion Josserand                                              | Síakrobatika     | Női krossz                  |
| Bronz | Mathieu Bozzetto                                              | Snowboard        | Férfi parallel giant slalom |
| Bronz | Tony Ramoin                                                   | Snowboard        | Férfi snowboard cross       |

## Alpesisí
Férfi
| Versenyző                | Versenyszám            | 1. futam      | 1. futam      | 2. futam      | 2. futam      | Összesítés    | Összesítés    |
| Versenyző                | Versenyszám            | Idő           | Hely.         | Idő           | Hely.         | Idő           | Helyezés      |
| ------------------------ | ---------------------- | ------------- | ------------- | ------------- | ------------- | ------------- | ------------- |
| Johan Clarey             | Lesiklás               |               |               |               |               | 1:56,29       | 27.           |
| Guillermo Fayed          | Lesiklás               |               |               |               |               | 1:56,20       | 26.           |
| Guillermo Fayed          | Szuperóriás-műlesiklás |               |               |               |               | 1:32,03       | 22.           |
| Julien Lizeroux          | Műlesiklás             | 48,82         | 8.            | 51,90         | 10.           | 1:40,72       | 9.            |
| Thomas Mermillod Blondin | Óriás-műlesiklás       | nem ért célba | nem ért célba | kiesett       | kiesett       | kiesett       | kiesett       |
| Thomas Mermillod Blondin | Műlesiklás             | 49,90         | 21.           | 52,58         | 24.           | 1:42,48       | 21.           |
| Steve Missillier         | Óriás-műlesiklás       | 1:18,20       | 12.           | 1:21,23       | 14.           | 2:39,43       | 13.           |
| Steve Missillier         | Műlesiklás             | 49,49         | 15.           | nem ért célba | nem ért célba | kiesett       | kiesett       |
| David Poisson            | Lesiklás               |               |               |               |               | 1:54,82       | 7.            |
| David Poisson            | Szuperóriás-műlesiklás |               |               |               |               | nem ért célba | nem ért célba |
| Cyprien Richard          | Óriás-műlesiklás       | 1:17,86       | 7.            | nem ért célba | nem ért célba | kiesett       | kiesett       |
| Gauthier de Tessières    | Óriás-műlesiklás       | 1:19,50       | 31.           | nem ért célba | nem ért célba | kiesett       | kiesett       |
| Gauthier de Tessières    | Szuperóriás-műlesiklás |               |               |               |               | 1:33,17       | 31.           |
| Adrien Théaux            | Lesiklás               |               |               |               |               | 1:55,40       | 16.           |
| Adrien Théaux            | Szuperóriás-műlesiklás |               |               |               |               | 1:31,24       | 13.           |
| Maxime Tissot            | Műlesiklás             | 49,52         | 16.           | 52,02         | 14.           | 1:41,54       | 16.           |

| Versenyző                | Versenyszám | Lesiklás      | Lesiklás      | Műlesiklás | Műlesiklás | Összesítés | Összesítés |
| Versenyző                | Versenyszám | Idő           | Hely.         | Idő        | Hely.      | Idő        | Helyezés   |
| ------------------------ | ----------- | ------------- | ------------- | ---------- | ---------- | ---------- | ---------- |
| Johan Clarey             | Összetett   | nem ért célba | nem ért célba | kiesett    | kiesett    | kiesett    | kiesett    |
| Julien Lizeroux          | Összetett   | 1:57,18       | 35.           | 51,18      | 8.         | 2:48,36    | 18.        |
| Thomas Mermillod Blondin | Összetett   | 1:56,50       | 29.           | 52,12      | 15.        | 2:48,62    | 19.        |
| Adrien Theaux            | Összetett   | 1:55,05       | 14.           | 52,92      | 24.        | 2:47,97    | 12.        |

Női
| Versenyző             | Versenyszám            | 1. futam      | 1. futam      | 2. futam | 2. futam | Összesítés    | Összesítés    |
| Versenyző             | Versenyszám            | Idő           | Hely.         | Idő      | Hely.    | Idő           | Helyezés      |
| --------------------- | ---------------------- | ------------- | ------------- | -------- | -------- | ------------- | ------------- |
| Sandrine Aubert       | Műlesiklás             | 51,68         | 7.            | 52,78    | 8.       | 1:44,46       | 5.            |
| Taïna Barioz          | Óriás-műlesiklás       | 1:15,14       | 2.            | 1:12,65  | 24.      | 2:27,79       | 9.            |
| Anne-Sophie Barthet   | Műlesiklás             | 53,82         | 31.           | 54,01    | 27.      | 1:47,83       | 26.           |
| Olivia Bertrand       | Óriás-műlesiklás       | 1:16,32       | 17.           | 1:11,81  | 13.      | 2:28,13       | 12.           |
| Claire Dautherives    | Műlesiklás             | nem ért célba | nem ért célba | kiesett  | kiesett  | kiesett       | kiesett       |
| Ingrid Jacquemod      | Lesiklás               |               |               |          |          | 1:48,85       | 23.           |
| Ingrid Jacquemod      | Szuperóriás-műlesiklás |               |               |          |          | 1:21,77       | 10.           |
| Marie Marchand-Arvier | Lesiklás               |               |               |          |          | 1:46,22       | 7.            |
| Marie Marchand-Arvier | Szuperóriás-műlesiklás |               |               |          |          | nem ért célba | nem ért célba |
| Anémone Marmottan     | Óriás-műlesiklás       | 1:16,55       | 19.           | 1:11,45  | 4.       | 2:28,00       | 11.           |
| Nastasia Noens        | Műlesiklás             | 54,49         | 36.           | 54,08    | 29.      | 1:48,57       | 29.           |
| Aurélie Revillet      | Lesiklás               |               |               |          |          | 1:47,92       | 17.           |
| Aurélie Revillet      | Szuperóriás-műlesiklás |               |               |          |          | 1:24,08       | 22.           |
| Marion Rolland        | Lesiklás               |               |               |          |          | nem ért célba | nem ért célba |
| Tessa Worley          | Óriás-műlesiklás       | 1:15,80       | 9.            | 1:12,74  | 25.      | 2:28,54       | 16.           |

| Versenyző             | Versenyszám | Lesiklás | Lesiklás | Műlesiklás | Műlesiklás | Összesítés | Összesítés |
| Versenyző             | Versenyszám | Idő      | Hely.    | Idő        | Hely.      | Idő        | Helyezés   |
| --------------------- | ----------- | -------- | -------- | ---------- | ---------- | ---------- | ---------- |
| Sandrine Aubert       | Összetett   | 1:29,50  | 26.      | 44,46      | 3.         | 2:13,96    | 20.        |
| Marie Marchand-Arvier | Összetett   | 1:25,41  | 5.       | 46,41      | 18.        | 2:11,82    | 10.        |

## Biatlon
Férfi
| Versenyző                                                   | Versenyszám           | Lövőhiba     | Időeredmény | Helyezés |
| ----------------------------------------------------------- | --------------------- | ------------ | ----------- | -------- |
| Vincent Defrasne                                            | 10 km sprint          | 3 (2+1)      | 27:14,6     | 53.      |
| Vincent Defrasne                                            | 12,5 km üldözőverseny | 0 (0+0+0+0)  | 35:35,6     | 22.      |
| Vincent Defrasne                                            | 20 km egyéni          | 3 (0+1+2+0)  | 52:14,9     | 26.      |
| Martin Fourcade                                             | 10 km sprint          | 3 (3+0)      | 26:25,6     | 35.      |
| Martin Fourcade                                             | 12,5 km üldözőverseny | 5 (1+0+2+2)  | 36:28,4     | 34.      |
| Martin Fourcade                                             | 20 km egyéni          | 3 (1+0+2+0)  | 50:55,4     | 14.      |
| Martin Fourcade                                             | 15 km tömegrajtos     | 3 (2+0+0+1)  | 35:46,2     |          |
| Simon Fourcade                                              | 10 km sprint          | 4 (1+3)      | 27:53,0     | 71.      |
| Simon Fourcade                                              | 20 km egyéni          | 4 (3+0+0+1)  | 53:06,2     | 40.      |
| Simon Fourcade                                              | 15 km tömegrajtos     | 1 (0+1+0+0)  | 36:28,1     | 14.      |
| Vincent Jay                                                 | 10 km sprint          | 3 (3+0)      | 24:07,8     |          |
| Vincent Jay                                                 | 12,5 km üldözőverseny | 5 (1+0+2+2)  | 34:06,6     |          |
| Vincent Jay                                                 | 20 km egyéni          | 4 (1+1+0+2)  | 54:37,5     | 60.      |
| Vincent Jay                                                 | 15 km tömegrajtos     | 1 (0+0+0+1)  | 36:10,3     | 8.       |
| Vincent Jay Vincent Defrasne Simon Fourcade Martin Fourcade | 4 × 7,5 km váltó      | 10 (0+3 1+6) | 1:23:16,2   | 6.       |

Női
| Versenyző                                                     | Versenyszám         | Lövőhiba     | Időeredmény | Helyezés |
| ------------------------------------------------------------- | ------------------- | ------------ | ----------- | -------- |
| Sandrine Bailly                                               | 7,5 km sprint       | 2 (1+1)      | 20:45,3     | 15.      |
| Sandrine Bailly                                               | 10 km üldözőverseny | 1 (1+0+1+3)  | 33:15,0     | 27.      |
| Sandrine Bailly                                               | 15 km egyéni        | 5 (1+0+3+1)  | 46:28,8     | 52.      |
| Sandrine Bailly                                               | 12,5 km tömegrajtos | 2 (0+0+2+0)  | 36:02,0     | 7.       |
| Sylvie Becaert                                                | 7,5 km sprint       | 2 (1+1)      | 21:21,6     | 29.      |
| Sylvie Becaert                                                | 10 km üldözőverseny | 3 (1+0+2+0)  | 33:34,8     | 29.      |
| Sylvie Becaert                                                | 15 km egyéni        | 3 (1+1+1+0)  | 44:13,2     | 30.      |
| Marie-Laure Brunet                                            | 7,5 km sprint       | 0 (0+0)      | 20:23,3     | 6.       |
| Marie-Laure Brunet                                            | 10 km üldözőverseny | 1 (1+0+1+3)  | 30:44,3     |          |
| Marie-Laure Brunet                                            | 15 km egyéni        | 2 (0+1+0+1)  | 42:44,4     | 12.      |
| Marie-Laure Brunet                                            | 12,5 km tömegrajtos | 3 (0+0+1+2)  | 36:39,5     | 15.      |
| Marie Dorin                                                   | 7,5 km sprint       | 0 (0+0)      | 20:06,5     |          |
| Marie Dorin                                                   | 10 km üldözőverseny | 2 (0+1+0+1)  | 32:03,2     | 17.      |
| Marie Dorin                                                   | 15 km egyéni        | 4 (2+1+0+1)  | 46:17,7     | 51.      |
| Marie Dorin                                                   | 12,5 km tömegrajtos | 1 (1+0+0+0)  | 36:40,9     | 16.      |
| Marie-Laure Brunet Sylvie Becaert Marie Dorin Sandrine Bailly | 4 × 6 km váltó      | 10 (2+4 0+4) | 1:10:09,1   |          |

## Curling

### Férfi
- Thomas Dufour
- Tony Angiboust
- Jan Ducroz
- Richard Ducroz
- Raphael Mathieu

#### Eredmények
Csoportkör
| Nemzet           | Szkip          | Gy | V | P+ | P- | Gy end | V end | D end | Saját rabolt endek | Ellenfél rabolt endek | Lökés % |
| ---------------- | -------------- | -- | - | -- | -- | ------ | ----- | ----- | ------------------ | --------------------- | ------- |
| Kanada           | Kevin Martin   | 9  | 0 | 75 | 36 | 36     | 28    | 14    | 2                  | 4                     | 85      |
| Norvégia         | Thomas Ulsrud  | 7  | 2 | 64 | 43 | 40     | 32    | 15    | 7                  | 1                     | 84      |
| Svájc            | Ralph Stöckli  | 6  | 3 | 53 | 45 | 35     | 33    | 20    | 8                  | 9                     | 81      |
| Svédország       | Niklas Edin    | 5  | 4 | 50 | 52 | 34     | 36    | 20    | 6                  | 8                     | 82      |
| Nagy-Britannia   | David Murdoch  | 5  | 4 | 57 | 44 | 35     | 29    | 20    | 9                  | 4                     | 81      |
| Németország      | Andy Kapp      | 4  | 5 | 48 | 60 | 35     | 38    | 11    | 9                  | 8                     | 75      |
| Franciaország    | Thomas Dufour  | 3  | 6 | 31 | 58 | 22     | 34    | 16    | 7                  | 13                    | 73      |
| Kína             | Vang Feng-csun | 2  | 7 | 52 | 60 | 37     | 37    | 9     | 7                  | 5                     | 77      |
| Dánia            | Ulrik Schmidt  | 2  | 7 | 40 | 57 | 31     | 29    | 12    | 6                  | 6                     | 78      |
| Egyesült Államok | John Shuster   | 2  | 7 | 43 | 59 | 32     | 41    | 18    | 9                  | 12                    | 76      |

- február 16., 19:00

| Sheet B            | Sheet B                | 1 | 2 | 3 | 4 | 5 | 6 | 7 | 8 | 9 | 10 | VE |
| 1. end utolsó köve | Kína (Vang)            | 0 | 0 | 0 | 1 | 0 | 0 | 3 | 0 | 1 | 0  | 5  |
|                    | Franciaország (Dufour) | 1 | 0 | 0 | 0 | 1 | 2 | 0 | 0 | 0 | 2  | 6  |

- február 17., 14:00

| Sheet A            | Sheet A                  | 1 | 2 | 3 | 4 | 5 | 6 | 7 | 8 | 9 | 10 | VE |
| 1. end utolsó köve | Nagy-Britannia (Murdoch) | 1 | 2 | 1 | 0 | 2 | 0 | 0 | 1 | 2 | X  | 9  |
|                    | Franciaország (Dufour)   | 0 | 0 | 0 | 2 | 0 | 1 | 1 | 0 | 0 | X  | 4  |

- február 18., 19:00

| Sheet D            | Sheet D                | 1 | 2 | 3 | 4 | 5 | 6 | 7 | 8 | 9 | 10 | VE |
|                    | Franciaország (Dufour) | 0 | 0 | 2 | 0 | 1 | 1 | 1 | 0 | X | X  | 5  |
| 1. end utolsó köve | Kanada (Martin)        | 1 | 3 | 0 | 5 | 0 | 0 | 0 | 3 | X | X  | 12 |

- február 19., 14:00

| Sheet C            | Sheet C                    | 1 | 2 | 3 | 4 | 5 | 6 | 7 | 8 | 9 | 10 | VE |
| 1. end utolsó köve | Franciaország (Dufour)     | 0 | 0 | 0 | 1 | 0 | 0 | 2 | 0 | 0 | 0  | 3  |
|                    | Egyesült Államok (Shuster) | 0 | 0 | 0 | 0 | 1 | 0 | 0 | 0 | 2 | 1  | 4  |

- február 20., 9:00

| Sheet B            | Sheet B                | 1 | 2 | 3 | 4 | 5 | 6 | 7 | 8 | 9 | 10 | VE |
|                    | Franciaország (Dufour) | 0 | 0 | 3 | 1 | 0 | 0 | 0 | 0 | X | X  | 4  |
| 1. end utolsó köve | Németország (Kapp)     | 2 | 0 | 0 | 0 | 2 | 1 | 2 | 2 | X | X  | 9  |

- február 20., 19:00

| Sheet C            | Sheet C                | 1 | 2 | 3 | 4 | 5 | 6 | 7 | 8 | 9 | 10 | VE |
| 1. end utolsó köve | Svédország (Edin)      | 1 | 0 | 2 | 0 | 0 | 0 | 1 | 0 | 0 | 0  | 4  |
|                    | Franciaország (Dufour) | 0 | 2 | 0 | 0 | 0 | 0 | 0 | 0 | 2 | 1  | 5  |

- február 22., 9:00

| Sheet A            | Sheet A                | 1 | 2 | 3 | 4 | 5 | 6 | 7 | 8 | 9 | 10 | VE |
|                    | Franciaország (Dufour) | 0 | 0 | 0 | 1 | 0 | 1 | 0 | 0 | X | X  | 2  |
| 1. end utolsó köve | Norvégia (Ulsrud)      | 1 | 1 | 1 | 0 | 1 | 0 | 3 | 2 | X | X  | 9  |

- február 22., 19:00

| Sheet C            | Sheet C                | 1 | 2 | 3 | 4 | 5 | 6 | 7 | 8 | 9 | 10 | 11 | VE |
| 1. end utolsó köve | Franciaország (Dufour) | 1 | 1 | 0 | 2 | 0 | 0 | 0 | 0 | 1 | 0  | 1  | 6  |
|                    | Dánia (Schmidt)        | 0 | 0 | 1 | 0 | 3 | 0 | 0 | 0 | 0 | 1  | 0  | 5  |

- február 23., 14:00

| Sheet D            | Sheet D                | 1 | 2 | 3 | 4 | 5 | 6 | 7 | 8 | 9 | 10 | VE |
| 1. end utolsó köve | Svájc (Stöckli)        | 2 | 0 | 0 | 0 | 0 | 2 | 1 | 1 | 0 | X  | 6  |
|                    | Franciaország (Dufour) | 0 | 0 | 0 | 1 | 0 | 0 | 0 | 0 | 1 | X  | 2  |

| Csapat        | Helyezés |
| ------------- | -------- |
| Franciaország | 7.       |

## Északi összetett
| Versenyző                                                            | Versenyszám        | Síugrás | Síugrás | Síugrás    | Sífutás | Sífutás | Összesítés | Összesítés |
| Versenyző                                                            | Versenyszám        | Pont    | Hely.   | Időhátrány | Idő     | Hely.   | Idő        | Helyezés   |
| -------------------------------------------------------------------- | ------------------ | ------- | ------- | ---------- | ------- | ------- | ---------- | ---------- |
| François Braud                                                       | Normálsánc + 10 km | 122,0   | 8.*     | +0:54      | 26:58,3 | 37.     | 27:52,3    | 34.        |
| François Braud                                                       | Nagysánc + 10 km   | 116,3   | 5.      | +0:43      | 26:16,6 | 31.     | 26:59,6    | 14.        |
| Jonathan Felisaz                                                     | Normálsánc + 10 km | 112,0   | 30.*    | +1:34      | 26:03,7 | 30.     | 27:37,7    | 30.        |
| Sébastien Lacroix                                                    | Normálsánc + 10 km | 113,0   | 29.     | +1:30      | 25:26,3 | 16.     | 26:56,3    | 19.        |
| Sébastien Lacroix                                                    | Nagysánc + 10 km   | 101,2   | 21.*    | +1:43      | 26:02,2 | 26.     | 27:45,2    | 19.        |
| Maxime Laheurte                                                      | Nagysánc + 10 km   | 80,0    | 39.     | +3:08      | 26:24,2 | 33.     | 29:32,2    | 38.        |
| Jason Lamy-Chappuis                                                  | Normálsánc + 10 km | 124,0   | 5.      | +0:46      | 25:01,1 | 5.      | 25:47,1    |            |
| Jason Lamy-Chappuis                                                  | Nagysánc + 10 km   | 91,5    | 29.     | +2:22      | 25:22,6 | 10.     | 27:44,6    | 18.        |
| François Braud Sébastien Lacroix Maxime Laheurte Jason Lamy-Chappuis | Csapat             | 474,7   | 5.      | +0:43      | 49:28,4 | 3.      | 50:11,4    | 4.         |

* - egy másik versenyzővel azonos eredményt ért el

## Gyorskorcsolya
Férfi
| Versenyző     | Versenyszám | Eredmény | Helyezés |
| ------------- | ----------- | -------- | -------- |
| Pascal Briand | 1500 m      | 1:50,71  | 33.      |
| Alexis Contin | 5000 m      | 6:19,58  | 6.       |
| Alexis Contin | 10 000 m    | 13:12,11 | 4.       |

## Műkorcsolya
| Versenyző                     | Versenyszám  | Rövid program | Rövid program | Kűr    | Kűr   | Összesítés | Összesítés |
| Versenyző                     | Versenyszám  | Pont          | Hely.         | Pont   | Hely. | Pont       | Helyezés   |
| ----------------------------- | ------------ | ------------- | ------------- | ------ | ----- | ---------- | ---------- |
| Florent Amodio                | Férfi egyéni | 75,35         | 11.           | 134,95 | 15.   | 210,30     | 12.        |
| Brian Joubert                 | Férfi egyéni | 68,00         | 18.           | 132,22 | 16.   | 200,22     | 16.        |
| Vanessa James Yannick Bonheur | Páros        | 51,16         | 15.           | 93,94  | 14.   | 145,10     | 14.        |

| Versenyző                             | Versenyszám | Kötelező tánc | Kötelező tánc | Eredeti (original) tánc | Eredeti (original) tánc | Kűr   | Kűr   | Összesítés | Összesítés |
| Versenyző                             | Versenyszám | Pont          | Hely.         | Pont                    | Hely.                   | Pont  | Hely. | Pont       | Helyezés   |
| ------------------------------------- | ----------- | ------------- | ------------- | ----------------------- | ----------------------- | ----- | ----- | ---------- | ---------- |
| Isabelle Delobel Olivier Schoenfelder | Jégtánc     | 37,99         | 6.            | 58,68                   | 7.                      | 97,06 | 6.    | 193,73     | 6.         |
| Nathalie Péchalat Fabian Bourzat      | Jégtánc     | 36,13         | 9.            | 59,99                   | 6.                      | 94,37 | 7.    | 190,49     | 7.         |

## Rövidpályás gyorskorcsolya
Férfi
| Versenyző                                                                             | Versenyszám  | Előfutam | Előfutam | Negyeddöntő | Negyeddöntő | Elődöntő | Elődöntő | B döntő | B döntő | Döntő    | Döntő   | Helyezés |
| Versenyző                                                                             | Versenyszám  | Idő      | Hely.    | Idő         | Hely.       | Idő      | Hely.    | Idő     | Hely.   | Idő      | Hely.   | Helyezés |
| ------------------------------------------------------------------------------------- | ------------ | -------- | -------- | ----------- | ----------- | -------- | -------- | ------- | ------- | -------- | ------- | -------- |
| Maxime Chataignier                                                                    | 1000 m       | kizárták | kizárták | kiesett     | kiesett     | kiesett  | kiesett  | kiesett | kiesett | kiesett  | kiesett | kiesett  |
| Maxime Chataignier                                                                    | 1500 m       | kizárták | kizárták | kiesett     | kiesett     | kiesett  | kiesett  | kiesett | kiesett | kiesett  | kiesett | kiesett  |
| Thibaut Fauconnet                                                                     | 500 m        | 41,730   | 1.       | 51,339      | 4.          | kiesett  | kiesett  | kiesett | kiesett | kiesett  | kiesett | 16.      |
| Thibaut Fauconnet                                                                     | 1000 m       | 1:27,080 | 2.       | 1:26,213    | 4.          | kiesett  | kiesett  | kiesett | kiesett | kiesett  | kiesett | 15.      |
| Benjamin Mace                                                                         | 1500 m       | 2:12,875 | 4.       |             |             | kiesett  | kiesett  | kiesett | kiesett | kiesett  | kiesett | 22.      |
| Jean Charles Mattei                                                                   | 1500 m       | 2:33,989 | 5.       |             |             | 2:36,291 | 7.       | kiesett | kiesett | kiesett  | kiesett | 21.      |
| Jean Charles Mattei Benjamin Mace Thibaut Fauconnet Maxime Chataignier Jerermy Masson | 5000 m váltó |          |          |             |             | 6:51,071 | 3.       |         |         | 6:51,566 | 5.      | 5.       |

Női
| Versenyző         | Versenyszám | Előfutam | Előfutam | Negyeddöntő | Negyeddöntő | Elődöntő | Elődöntő | B döntő | B döntő | Döntő   | Döntő   | Helyezés |
| Versenyző         | Versenyszám | Idő      | Hely.    | Idő         | Hely.       | Idő      | Hely.    | Idő     | Hely.   | Idő     | Hely.   | Helyezés |
| ----------------- | ----------- | -------- | -------- | ----------- | ----------- | -------- | -------- | ------- | ------- | ------- | ------- | -------- |
| Stéphanie Bouvier | 500 m       | 44,376   | 3.       | kiesett     | kiesett     | kiesett  | kiesett  | kiesett | kiesett | kiesett | kiesett | 18.      |
| Stéphanie Bouvier | 1000 m      | 1:36,199 | 2.       | 1:30,420    | 4.          | kiesett  | kiesett  | kiesett | kiesett | kiesett | kiesett | 9.       |
| Stéphanie Bouvier | 1500 m      | 2:24,966 | 4.       |             |             | kiesett  | kiesett  | kiesett | kiesett | kiesett | kiesett | 22.      |
| Veronique Pierron | 500 m       | 45,218   | 2.       | 1:10,899    | 4.          | kiesett  | kiesett  | kiesett | kiesett | kiesett | kiesett | 14.      |

## Síakrobatika
Mogul
| Versenyző      | Versenyszám | Selejtező     | Selejtező     | Döntő   | Döntő    |
| Versenyző      | Versenyszám | Pont          | Helyezés      | Pont    | Helyezés |
| -------------- | ----------- | ------------- | ------------- | ------- | -------- |
| Guilbaut Colas | Férfi       | 25,93         | 1.            | 25,74   | 6.       |
| Anthony Benna  | Férfi       | nem ért célba | nem ért célba | kiesett | kiesett  |
| Arnaud Burille | Férfi       | 22,58         | 22.           | kiesett | kiesett  |
| Pierre Ochs    | Férfi       | 23,19         | 17.           | 23,62   | 12.      |

Krossz
| Versenyző         | Versenyszám | Selejtező | Selejtező | Nyolcaddöntő | Negyeddöntő | Elődöntő | Döntő       | Helyezés |
| Versenyző         | Versenyszám | Idő       | Hely.     | Nyolcaddöntő | Negyeddöntő | Elődöntő | Döntő       | Helyezés |
| ----------------- | ----------- | --------- | --------- | ------------ | ----------- | -------- | ----------- | -------- |
| Enak Gavaggio     | Férfi       | 1:13,90   | 1.        | 1.           | 2.          | 4.       | Kisdöntő 1. | 5.       |
| Xavier Kuhn       | Férfi       | 1:12,91   | 3.        | 4.           | kiesett     | kiesett  | kiesett     | 29.      |
| Ted Piccard       | Férfi       | 1:14,10   | 16.       | 4.           | kiesett     | kiesett  | kiesett     | 30.      |
| Sylvain Miaillier | Férfi       | 1:13,91   | 14.       | 1.           | 3.          | kiesett  | kiesett     | 11.      |
| Ophélie David     | Női         | 1:18,14   | 6.        | 1.           | 4.          | kiesett  | kiesett     | 16.      |
| Chloe Georges     | Női         | 1:22,03   | 28.       | 4.           | kiesett     | kiesett  | kiesett     | 25.      |
| Marion Josserand  | Női         | 1:19,42   | 13.       | 2.           | 2.          | 1.       | 3.          |          |

## Sífutás
Férfi
| Versenyző                                                            | Versenyszám     | Selejtező | Selejtező | Negyeddöntő | Negyeddöntő | Elődöntő | Elődöntő | Döntő     | Döntő    |
| Versenyző                                                            | Versenyszám     | Idő       | Hely.     | Idő         | Hely.       | Idő      | Hely.    | Idő       | Helyezés |
| -------------------------------------------------------------------- | --------------- | --------- | --------- | ----------- | ----------- | -------- | -------- | --------- | -------- |
| Roddy Darragon                                                       | Sprint          | 3:41,88   | 31.*      | kiesett     | kiesett     | kiesett  | kiesett  | kiesett   | 31.*     |
| Robin Duvillard                                                      | 30 km           |           |           |             |             |          |          | 1:23:57,6 | 50.      |
| Jean-Marc Gaillard                                                   | 15 km           |           |           |             |             |          |          | 35:20,5   | 32.      |
| Jean-Marc Gaillard                                                   | 30 km           |           |           |             |             |          |          | 1:19:48,1 | 30.      |
| Jean-Marc Gaillard                                                   | 50 km           |           |           |             |             |          |          | 2:06:38,0 | 19.      |
| Emmanuel Jonnier                                                     | 15 km           |           |           |             |             |          |          | 34:55,1   | 20.      |
| Maurice Manificat                                                    | 15 km           |           |           |             |             |          |          | 34:27,4   | 6.       |
| Maurice Manificat                                                    | 30 km           |           |           |             |             |          |          | 1:17:58,2 | 26.      |
| Cyril Miranda                                                        | Sprint          | 3:38,83   | 17.       | 3:37,3      | 3.          | kiesett  | kiesett  | kiesett   | 16.      |
| Cyril Miranda                                                        | 50 km           |           |           |             |             |          |          | 2:11:56,9 | 38.      |
| Vincent Vittoz                                                       | 15 km           |           |           |             |             |          |          | 34:16,2   | 5.       |
| Vincent Vittoz                                                       | 30 km           |           |           |             |             |          |          | 1:16:23,4 | 15.      |
| Vincent Vittoz                                                       | 50 km           |           |           |             |             |          |          | 2:05:49,6 | 13.      |
| Vincent Vittoz Cyril Miranda                                         | Csapatsprint    | 18:43,8   | 3. D      |             |             |          |          | 19:18,7   | 7.       |
| Jean-Marc Gaillard Vincent Vittoz Maurice Manificat Emmanuel Jonnier | 4 × 10 km váltó |           |           |             |             |          |          | 1:45:26,3 | 4.       |

Női
| Versenyző                                                            | Versenyszám    | Selejtező | Selejtező | Negyeddöntő | Negyeddöntő | Elődöntő | Elődöntő | Döntő         | Döntő         |
| Versenyző                                                            | Versenyszám    | Idő       | Hely.     | Idő         | Hely.       | Idő      | Hely.    | Idő           | Helyezés      |
| -------------------------------------------------------------------- | -------------- | --------- | --------- | ----------- | ----------- | -------- | -------- | ------------- | ------------- |
| Laure Barthelemy                                                     | 10 km          |           |           |             |             |          |          | 28:43,9       | 61.           |
| Celia Bourgeois                                                      | 10 km          |           |           |             |             |          |          | 27:31,4       | 47.           |
| Aurore Cuinet                                                        | Sprint         | 3:48,52   | 23.       | 3:48,7      | 5.          | kiesett  | kiesett  | kiesett       | 24.           |
| Aurore Cuinet                                                        | 10 km          |           |           |             |             |          |          | 27:30,2       | 46.           |
| Aurore Cuinet                                                        | 15 km          |           |           |             |             |          |          | 42:51,7       | 32.           |
| Aurore Cuinet                                                        | 30 km          |           |           |             |             |          |          | 1:33:58,3     | 14.           |
| Karine Laurent Philippot                                             | 10 km          |           |           |             |             |          |          | 26:27,9       | 26.           |
| Karine Laurent Philippot                                             | 15 km          |           |           |             |             |          |          | 42:21,2       | 19.           |
| Karine Laurent Philippot                                             | 30 km          |           |           |             |             |          |          | 1:33:11,4     | 10.           |
| Cécile Storti                                                        | 15 km          |           |           |             |             |          |          | 44:24,3       | 44.           |
| Cécile Storti                                                        | 30 km          |           |           |             |             |          |          | nem ért célba | nem ért célba |
| Émilie Vina                                                          | 15 km          |           |           |             |             |          |          | 44:45,0       | 48.           |
| Karin Laurent Philippot Laure Barthelemy                             | Csapatsprint   | 18:42,2   | 1. D      |             |             |          |          | 19:04,2       | 9.            |
| Aurore Cuinet Karine Laurent Philippot Celia Bourgeois Cecile Storti | 4 × 5 km váltó |           |           |             |             |          |          | 56:30,6       | 6.            |

* - egy másik versenyzővel azonos eredményt ért el

## Síugrás
| Versenyző                                                                  | Versenyszám | Selejtező | Selejtező | 1. ugrás | 1. ugrás | 2. ugrás | 2. ugrás | Összesítés | Összesítés |
| Versenyző                                                                  | Versenyszám | Pont      | Hely.     | Pont     | Hely.    | Pont     | Hely.    | Pont       | Helyezés   |
| -------------------------------------------------------------------------- | ----------- | --------- | --------- | -------- | -------- | -------- | -------- | ---------- | ---------- |
| Emmanuel Chedal                                                            | Normálsánc  | 127,0     | 13.*      | 120,0    | 21.      | 114,5    | 27.*     | 234,5      | 24.*       |
| Emmanuel Chedal                                                            | Nagysánc    | 135,1     | 10.       | 99,8     | 25.      | 125,7    | 7.       | 225,5      | 13.        |
| Vincent Descombes Sevoie                                                   | Normálsánc  | 123,5     | 18.*      | 113,5    | 29.      | 116,5    | 24.      | 230,0      | 28.        |
| Vincent Descombes Sevoie                                                   | Nagysánc    | 117,9     | 26.       | 101,0    | 23.      | 110,6    | 19.      | 211,6      | 21.        |
| David Lazzaroni                                                            | Normálsánc  | 117,5     | 25.       | 101,0    | 47.      | kiesett  | kiesett  | kiesett    | kiesett    |
| David Lazzaroni                                                            | Nagysánc    | 105,0     | 35.       | 85,6     | 34.      | kiesett  | kiesett  | kiesett    | kiesett    |
| Alexandre Mabboux                                                          | Normálsánc  | 97,5      | 50.       | kiesett  | kiesett  | kiesett  | kiesett  | kiesett    | kiesett    |
| Alexandre Mabboux                                                          | Nagysánc    | 76,1      | 48.       | kiesett  | kiesett  | kiesett  | kiesett  | kiesett    | kiesett    |
| Emmanuel Chedal Vincent Descombes Sevoie David Lazzaroni Alexandre Mabboux | Csapat      |           |           | 419,8    | 9.       | kiesett  | kiesett  | kiesett    | kiesett    |

* - egy másik versenyzővel azonos eredményt ért el

## Snowboard
Halfpipe
| Név              | Esemény | Selejtező  | Selejtező  | Selejtező | Elődöntő   | Elődöntő   | Elődöntő | Döntő      | Döntő      | Helyezés |
| Név              | Esemény | 1. forduló | 2. forduló | Helyezés  | 1. forduló | 2. forduló | Helyezés | 1. forduló | 2. forduló | Helyezés |
| ---------------- | ------- | ---------- | ---------- | --------- | ---------- | ---------- | -------- | ---------- | ---------- | -------- |
| Mathieu Crépel   | Férfi   | 32,6       | 2,5        | 6.        | 37,2       | 22,6       | 4.       | 25,9       | 8,7        | 10.      |
| Arthur Longo     | Férfi   | 34,5       | 32,4       | 10.       | kiesett    | kiesett    | kiesett  | kiesett    | kiesett    | 19.      |
| Aluan Ricciardi  | Férfi   | 25,4       | 37,9       | 4.        | 33,2       | 12,8       | 9.       | kiesett    | kiesett    | 15.      |
| Gary Zebrowski   | Férfi   | 31,6       | 18,7       | 8.        | 20,1       | 36,1       | 7.       | kiesett    | kiesett    | 13.      |
| Sophie Rodriguez | Női     | 30,1       | 34,5       | 11.       | 36,9       | 9,5        | 5.       | 34,4       | 8,3        | 5.       |
| Mirabelle Thovex | Női     | 14,6       | 24,0       | 20.       | kiesett    | kiesett    | kiesett  | kiesett    | kiesett    | 20.      |

Parallel giant slalom
| Név                   | Esemény | Selejtező   | Selejtező | Nyolcaddöntő                 | Negyeddöntő                      | Elődöntő                    | Döntő                                                | Helyezés |
| Név                   | Esemény | Időeredmény | Helyezés  | Ellenfél Időeredmény         | Ellenfél Időeredmény             | Ellenfél Időeredmény        | Ellenfél Időeredmény                                 | Helyezés |
| --------------------- | ------- | ----------- | --------- | ---------------------------- | -------------------------------- | --------------------------- | ---------------------------------------------------- | -------- |
| Mathieu Bozzetto      | Férfi   | 1:17,95     | 9.        | Daniel Biveson (SWE) · -0,36 | Chris Klug (USA) · Nem ért célba | Benjamin Karl (AUT) · +3,70 | Bronzmérkőzés · Sztanyiszlav Gyetkov (RUS) · Kizárva |          |
| Sylvain Dufour        | Férfi   | 1:16,79     | 2.        | Rok Flander (SLO) · +1,65    | kiesett                          | kiesett                     | kiesett                                              | 10.      |
| Nathalie Desmares     | Női     | 1:25,71     | 18.       | kiesett                      | kiesett                          | kiesett                     | kiesett                                              | 18.      |
| Camille de Faucompret | Női     | 1:23,73     | 6.        | Ina Meschik (AUT) · +4,88    | kiesett                          | kiesett                     | kiesett                                              | 11.      |

Snowboard cross
| Versenyző            | Versenyszám | Selejtező | Selejtező | Nyolcaddöntő | Negyeddöntő | Elődöntő | Döntő      | Helyezés |
| Versenyző            | Versenyszám | Idő       | Hely.     | Helyezés     | Helyezés    | Helyezés | Helyezés   | Helyezés |
| -------------------- | ----------- | --------- | --------- | ------------ | ----------- | -------- | ---------- | -------- |
| Paul-Henri de Le Rue | Férfi       | 1:23,57   | 23.       | 3.           | kiesett     | kiesett  | kiesett    | 25.      |
| Xavier de Le Rue     | Férfi       | 1:21,33   | 4.        | 4.           | kiesett     | kiesett  | kiesett    | 19.      |
| Tony Ramoin          | Férfi       | 1:22,34   | 14.       | 2.           | 2.          | 2.       | 3.         |          |
| Pierre Vaultier      | Férfi       | 1:21,63   | 6.        | 1.           | 3.          | kiesett  | kiesett    | 9.       |
| Déborah Anthonioz    | Női         | 1:27,49   | 7.        |              | 2.          | 2.       | 2.         |          |
| Claire Chapotot      | Női         | 1:30,89   | 13.       |              | 4.          | kiesett  | kiesett    | 13.      |
| Nelly Moenne Loccoz  | Női         | 1:27,31   | 6.        |              | 2.          | 3.       | B döntő 2. | 6.       |

## Szánkó
| Versenyző    | Versenyszám | 1. futam | 1. futam | 2. futam | 2. futam | 3. futam | 3. futam | 4. futam | 4. futam | Összesítés | Összesítés |
| Versenyző    | Versenyszám | Idő      | Hely.    | Idő      | Hely.    | Idő      | Hely.    | Idő      | Hely.    | Idő        | Helyezés   |
| ------------ | ----------- | -------- | -------- | -------- | -------- | -------- | -------- | -------- | -------- | ---------- | ---------- |
| Thomas Girod | Férfi egyes | 49,077   | 22.      | 49,192   | 23.      | 49,424   | 23.      | 49,157   | 26.      | 3:16,850   | 22.        |

## Szkeleton
| Versenyző            | Versenyszám | 1. futam | 1. futam | 2. futam | 2. futam | 3. futam | 3. futam | 4. futam | 4. futam | Összesítés | Összesítés |
| Versenyző            | Versenyszám | Idő      | Hely.    | Idő      | Hely.    | Idő      | Hely.    | Idő      | Hely.    | Idő        | Helyezés   |
| -------------------- | ----------- | -------- | -------- | -------- | -------- | -------- | -------- | -------- | -------- | ---------- | ---------- |
| Gregory Saint-Genies | Férfi       | 53,40    | 15.      | 53,16    | 9.       | 53,32    | 16.      | 53,43    | 20.      | 3:33,31    | 15.        |